# Großer Preis von Singapur 2011
Der Große Preis von Singapur 2011 (offiziell 2011 Formula 1 SingTel Singapore Grand Prix) fand am 25. September auf dem Marina Bay Street Circuit in Singapur statt und war das 14. Rennen der Formel-1-Weltmeisterschaft 2011.

## Berichte

### Hintergrund
Nach dem Großen Preis von Italien führte Sebastian Vettel in der Fahrerwertung mit 112 Punkten vor Fernando Alonso und mit 117 Punkten vor Jenson Button. In der Konstrukteurswertung führte Red Bull-Renault mit 126 Punkten vor McLaren-Mercedes und mit 197 Punkten vor Ferrari. Vettel besaß bei diesem Grand Prix die Chance, die Fahrerweltmeisterschaft vorzeitig für sich zu entscheiden.
Bei diesem Grand Prix war Sam Michael zum letzten Mal für Williams als technischer Direktor aktiv. Michael verließ den Rennstall nach elf Jahren. 2012 wird er für McLaren arbeiten.
Beim Großen Preis von Singapur stellte Pirelli den Fahrern die Reifenmischungen Soft (gelb) und Supersoft (rot), sowie für nasse Bedingungen Intermediates (hellblau) und Full-Wets (orange) zur Verfügung.
Mit Alonso (zweimal) und Lewis Hamilton (einmal) traten zwei ehemalige Sieger zu diesem Grand Prix an.

### Training
Das erste freie Training begann mit einer halben Stunde Verspätung, da einige Kerbs durch eine Rahmenserie beschädigt worden waren, und wurde auf eine Stunde verkürzt. Das Training wurde zweimal unterbrochen. Beim ersten Mal musste das Auto von Heikki Kovalainen geborgen werden, beim zweiten Mal mussten Reparaturarbeiten an der Strecke durchgeführt werden, da ein Kerb locker war und ein Nagel zum Vorschein kam. Hamilton erzielte die schnellste Runde vor Vettel und Mark Webber. In diesem Training übernahm Narain Karthikeyan den HRT von Vitantonio Liuzzi.
Im zweiten freien Training übernahm Vettel die Führungsposition. Auf den Plätzen zwei und drei folgten Alonso und Hamilton.
Im dritten freien Training fuhr Webber die schnellste Runde vor Button und Vettel. Die HRT-Piloten Daniel Ricciardo und Liuzzi schafften in keiner Trainingssitzung eine Zeit innerhalb der 107-Prozent-Regel.

### Qualifying
Im ersten Abschnitt des Qualifyings (Q1) erzielte Vettel die schnellste Runde. Die HRT-, Virgin- und Lotus-Piloten sowie Witali Petrow schieden aus. Alle Piloten blieben innerhalb des 107-Prozent-Rahmens und qualifizierten sich.
Das zweite Segment (Q2) wurde neun Minuten vor Ende unterbrochen, da Kamui Kobayashi ausgangs der Singapore Sling in die Begrenzung einschlug. Kobayashi verließ das Auto aus eigener Kraft und blieb unverletzt. Vettel war erneut der schnellste Pilot. Die Sauber-, Toro-Rosso- und Williams-Piloten sowie Bruno Senna schieden aus.
Im letzten Abschnitt (Q3) erzielte Vettel abermals die schnellste Runde und übernahm die Pole-Position vor Webber und Button. Für Vettel war es die 26. Pole-Position seiner Karriere.

### Rennen
Beim Start behielt Vettel die Führung, während Teamkollege Webber auf den vierten Platz zurückfiel. Hamilton versuchte, Webber nach einem guten Start für den dritten Platz zu überholen, musste aber aufgeben und fiel selbst auf den siebten Platz zurück. Die guten Starts von Button und Alonso brachten sie auf die Plätze zwei und drei. In Kurve 1 kam es zu einer Berührung zwischen Felipe Massa und Nico Rosberg, die Rosberg zwang, geradeaus durch Kurve 2 zu fahren und direkt hinter Webber auf die Strecke zu kommen. Später in der Runde überließ er den Platz wieder Massa. Auch Ricciardo kam in Kontakt mit einem Gegner und musste wegen eines neuen Frontflügels an die Box.
Hamilton hatte Michael Schumacher in Runde 4 eingeholt und ihn auf dem Weg zu Kurve 7 erneut überholt, bevor er in der nächsten Runde Rosberg als Sechster überholte. In Runde 10 schied Timo Glock mit einem Schaden an der Hinterradaufhängung aus während Webber in derselben Runde Alonso mit einem mutigen Manöver überholte. Alonso kam in der nächsten Runde an die Box und wechselte Reifen. Unterdessen kamen Hamilton und Massa beide in Runde 12 an die Box, Ferrari gewann den Boxenstopp-Kampf und Massa blieb auf dem fünften Platz, und Alonso kam in Kurve 1 direkt vor den beiden auf die Strecke zurück, obwohl er von Rubens Barrichello aufgehalten wurde. Alonso blieb anschließend auch vor Webber, als dieser seinen Boxenstopp einlegte.
Hamilton griff Massa an und es kam zu einer Berührung der beiden. Als Hamilton versuchte, um die äußere Kurve herumzufahren, drehte er sich und streifte mit seinem Vorderflügel Massas Reifen, was zur Folge hatte, dass beide Fahrer – Massa mit einem Reifenschaden hinten rechts und Hamilton wegen eines neuen Frontflügels an die Box kommen mussten. Hamilton erhielt später eine Durchfahrtsstrafe wegen der Verursachung einer vermeidbaren Kollision. Hinter Vettel und Button war Paul di Resta auf den dritten Platz vorgerückt, nachdem er eine andere Strategie als die meisten seiner Konkurrenten verfolgt hatte. Er behielt diesen Platz bis zur 19. Runde, als er ihn Alonso überließ. Kurz darauf kam er an die Box und fiel auf den achten Platz hinter seinem Teamkollegen Adrian Sutil zurück. Webber schloss hinter Alonso auf und hatte in Runde 25 eine halbe Sekunde Rückstand, bevor Alonso zum zweiten Mal an die Box ging.
Rosberg verbremste sich in Runde 29 in der letzten Kurve, wodurch Sergio Pérez und Schumacher aufschließen konnten. Pérez übernahm in Kurve 7 die Verteidigungslinie und Schumacher versuchte, außen herumzugehen. Pérez hielt die Ideallinie und Schumacher fuhr ihm aufs Heck und verteilte Trümmer über die Strecke. Schumacher beschrieb den Vorfall später als Rennunfall und dass er nicht damit gerechnet hatte, dass Pérez so früh bremsen würde. Schumacher schied aus, während Pérez relativ unbeschadet weiterfahren konnte. Das Safety-Car wurde eingesetzt, um die Trümmer zu beseitigen. Viele Fahrer entschieden sich für Boxenstopps, wodurch Vettels Vorsprung von mehr als 20 Sekunden zunichtegemacht wurde.
Beim Restart fuhr Vettel sofort einen Vorsprung von 4 Sekunden auf den Zweitplatzierten Button heraus, der hinter einem von Jarno Trulli angeführten Zug von weiteren Fahrern feststeckte. Trulli wurde in Kurve 1 von Kobayashi überrundet, während Button versuchte, an ihnen vorbeizukommen. Webber überholte Alonso innen in der „Singapore Sling“-Schikane und beschrieb das Manöver später als spektakulär. Auch Martin Brundle bezeichnete das Überholen als „opportunistisch“. Trotz dieses Überholmanövers lag Webber bereits fünf Sekunden hinter Button. In der Zwischenzeit erholte sich Hamilton nach seiner Durchfahrtsstrafe und lag in Runde 38 auf dem sechsten Platz, bevor er in der folgenden Runde di Resta überholte. Kobayashi erhielt später eine Durchfahrtsstrafe wegen Missachtung der blauen Flaggen. Trulli schied in Runde 46 mit einem Getriebeschaden aus.
Webber kam an die Box, wechselte in Runde 48 auf den Supersoft-Reifen und wurde vorübergehend von Hamilton überholt. Button kam in der nächsten Runde an die Box und wechselte ebenfalls auf Supersoft. Vettel kam dann in der nächsten Runde zu seinem Boxenstopp. Als er die Box verließ, war ihm der Lotus von Heikki Kovalainen im Weg, aber er fuhr am Ausgang der Boxengasse an Kovalainen vorbei. Auch Alonso machte seinen Stopp in derselben Runde wie Vettel und ließ ihn dieses Mal hinter Webber zurück.
Sieben Runden vor Schluss überholte Hamilton di Resta erneut und belegte den fünften Platz, während Teamkollege Button die schnellste Runde des Rennens fuhr. Massa schaffte es auch, nach seinem Zusammenstoß mit Hamilton wieder in die Punkteränge zu kommen, als er Barrichello und Pérez überholte und auf den neunten Platz vorrückte. McLaren versuchte immer noch, Vettel unter Druck zu setzen, und Button verringerte den Rückstand auf unter vier Sekunden, als Vettel mit Überrundungen zu kämpfen hatte. Zu seinem Unglück musste auch Button durch diesen Verkehr und verlor genau wie Vettel rund zwei Sekunden hinter den Williams-Autos.
Vettel gewann schlussendlich das Rennen vor Button und Webber.
Vettel und Red Bull-Renault vergrößerten ihren Vorsprung in der Weltmeisterschaft. Vettel benötigte zu diesem Zeitpunkt nur noch einen Punkt um die Weltmeisterschaft für sich zu entscheiden. Lediglich für Button bestanden noch theoretische Titelchancen.
Der Zieleinlauf entsprach auf den ersten fünf Plätzen der späteren Abschlussplatzierung der Fahrerweltmeisterschaft am Ende der Saison. Dies war außer in diesem Rennen in der Formel-1-Geschichte lediglich beim Großen Preis von Japan 2015 der Fall.

## Meldeliste
| Team                         | Nr. | Fahrer             | Chassis             | Motor                | Reifen |
| ---------------------------- | --- | ------------------ | ------------------- | -------------------- | ------ |
| Red Bull Racing              | 01  | Sebastian Vettel   | Red Bull RB7        | Renault 2.4 V8       | P      |
| Red Bull Racing              | 02  | Mark Webber        | Red Bull RB7        | Renault 2.4 V8       | P      |
| Vodafone McLaren Mercedes    | 03  | Lewis Hamilton     | McLaren MP4-26      | Mercedes-Benz 2.4 V8 | P      |
| Vodafone McLaren Mercedes    | 04  | Jenson Button      | McLaren MP4-26      | Mercedes-Benz 2.4 V8 | P      |
| Scuderia Ferrari             | 05  | Fernando Alonso    | Ferrari 150º Italia | Ferrari 2.4 V8       | P      |
| Scuderia Ferrari             | 06  | Felipe Massa       | Ferrari 150º Italia | Ferrari 2.4 V8       | P      |
| Mercedes GP Petronas F1 Team | 07  | Michael Schumacher | Mercedes MGP W02    | Mercedes-Benz 2.4 V8 | P      |
| Mercedes GP Petronas F1 Team | 08  | Nico Rosberg       | Mercedes MGP W02    | Mercedes-Benz 2.4 V8 | P      |
| Lotus Renault GP             | 09  | Bruno Senna        | Renault R31         | Renault 2.4 V8       | P      |
| Lotus Renault GP             | 10  | Witali Petrow      | Renault R31         | Renault 2.4 V8       | P      |
| AT&T Williams                | 11  | Rubens Barrichello | Williams FW33       | Cosworth 2.4 V8      | P      |
| AT&T Williams                | 12  | Pastor Maldonado   | Williams FW33       | Cosworth 2.4 V8      | P      |
| Force India F1 Team          | 14  | Adrian Sutil       | Force India VJM04   | Mercedes-Benz 2.4 V8 | P      |
| Force India F1 Team          | 15  | Paul di Resta      | Force India VJM04   | Mercedes-Benz 2.4 V8 | P      |
| Sauber F1 Team               | 16  | Kamui Kobayashi    | Sauber C30          | Ferrari 2.4 V8       | P      |
| Sauber F1 Team               | 17  | Sergio Pérez       | Sauber C30          | Ferrari 2.4 V8       | P      |
| Scuderia Toro Rosso          | 18  | Sébastien Buemi    | Toro Rosso STR6     | Ferrari 2.4 V8       | P      |
| Scuderia Toro Rosso          | 19  | Jaime Alguersuari  | Toro Rosso STR6     | Ferrari 2.4 V8       | P      |
| Team Lotus                   | 20  | Heikki Kovalainen  | Lotus T128          | Renault 2.4 V8       | P      |
| Team Lotus                   | 21  | Jarno Trulli       | Lotus T128          | Renault 2.4 V8       | P      |
| HRT F1 Team                  | 22  | Daniel Ricciardo   | HRT F111            | Cosworth 2.4 V8      | P      |
| HRT F1 Team                  | 23  | Narain Karthikeyan | HRT F111            | Cosworth 2.4 V8      | P      |
| HRT F1 Team                  | 23  | Vitantonio Liuzzi  | HRT F111            | Cosworth 2.4 V8      | P      |
| Marussia Virgin Racing       | 24  | Timo Glock         | Virgin MVR-02       | Cosworth 2.4 V8      | P      |
| Marussia Virgin Racing       | 25  | Jérôme D’Ambrosio  | Virgin MVR-02       | Cosworth 2.4 V8      | P      |

Anmerkungen
1. 1 2  Karthikeyan fuhr den HRT mit der Nummer 23 im ersten freien Training. Liuzzi übernahm das Fahrzeug anschließend für das restliche Rennwochenende.

## Klassifikationen

### Qualifying
| Pos.                                                                      | Fahrer             | Konstrukteur         | Q1       | Q2         | Q3         | Start |
| ------------------------------------------------------------------------- | ------------------ | -------------------- | -------- | ---------- | ---------- | ----- |
| 01                                                                        | Sebastian Vettel   | Red Bull-Renault     | 1:46,397 | 1:44,931   | 1:44,381   | 01    |
| 02                                                                        | Mark Webber        | Red Bull-Renault     | 1:47,332 | 1:45,651   | 1:44,732   | 02    |
| 03                                                                        | Jenson Button      | McLaren-Mercedes     | 1:46,956 | 1:45,472   | 1:44,804   | 03    |
| 04                                                                        | Lewis Hamilton     | McLaren-Mercedes     | 1:47,014 | 1:46,829   | 1:44,809   | 04    |
| 05                                                                        | Fernando Alonso    | Ferrari              | 1:47,054 | 1:45,779   | 1:44,874   | 05    |
| 06                                                                        | Felipe Massa       | Ferrari              | 1:47,945 | 1:45,955   | 1:45,800   | 06    |
| 07                                                                        | Nico Rosberg       | Mercedes             | 1:47,688 | 1:46,405   | 1:46,013   | 07    |
| 08                                                                        | Michael Schumacher | Mercedes             | 1:48,819 | 1:46,043   | keine Zeit | 08    |
| 09                                                                        | Adrian Sutil       | Force India-Mercedes | 1:47,952 | 1:47,093   | keine Zeit | 09    |
| 10                                                                        | Paul di Resta      | Force India-Mercedes | 1:48,022 | 1:47,486   | keine Zeit | 10    |
| 11                                                                        | Sergio Pérez       | Sauber-Ferrari       | 1:47,717 | 1:47,616   | –          | 11    |
| 12                                                                        | Rubens Barrichello | Williams-Cosworth    | 1:48,061 | 1:48,082   | –          | 12    |
| 13                                                                        | Pastor Maldonado   | Williams-Cosworth    | 1:49,710 | 1:48,270   | –          | 13    |
| 14                                                                        | Sébastien Buemi    | Toro Rosso-Ferrari   | 1:48,753 | 1:48,634   | –          | 14    |
| 15                                                                        | Bruno Senna        | Renault              | 1:48,861 | 1:48,662   | –          | 15    |
| 16                                                                        | Jaime Alguersuari  | Toro Rosso-Ferrari   | 1:49,588 | 1:49,862   | –          | 16    |
| 17                                                                        | Kamui Kobayashi    | Sauber-Ferrari       | 1:48,054 | keine Zeit | –          | 17    |
| 18                                                                        | Witali Petrow      | Renault              | 1:49,835 | –          | –          | 18    |
| 19                                                                        | Heikki Kovalainen  | Lotus-Renault        | 1:50,948 | –          | –          | 19    |
| 20                                                                        | Jarno Trulli       | Lotus-Renault        | 1:51,012 | –          | –          | 20    |
| 21                                                                        | Timo Glock         | Virgin-Cosworth      | 1:52,154 | –          | –          | 21    |
| 22                                                                        | Jérôme D’Ambrosio  | Virgin-Cosworth      | 1:52,363 | –          | –          | 22    |
| 23                                                                        | Daniel Ricciardo   | HRT-Cosworth         | 1:52,404 | –          | –          | 23    |
| 24                                                                        | Vitantonio Liuzzi  | HRT-Cosworth         | 1:52,810 | –          | –          | 24    |
| 107-Prozent-Zeit: 1:53,844 min (bezogen auf Q1-Bestzeit von 1:46,397 min) |                    |                      |          |            |            |       |

Anmerkungen
1. ↑  Liuzzi wurde wegen des Verursachens einer Kollision beim Großen Preis von Italien um fünf Positionen nach hinten versetzt.

1. 1 2 3 4 5 6 7 8 9 10 11 12 13 14 15 16 17 18  Rennwagen mit KERS

### Rennen
| Pos. | Fahrer             | Konstrukteur         | Runden | Stopps | Zeit        | Start | Schnellste Runde |
| ---- | ------------------ | -------------------- | ------ | ------ | ----------- | ----- | ---------------- |
| 01   | Sebastian Vettel   | Red Bull-Renault     | 61     | 3      | 1:59:06,757 | 01    | 1:48,688 (51.)   |
| 02   | Jenson Button      | McLaren-Mercedes     | 61     | 3      | + 1,737     | 03    | 1:48,454 (54.)   |
| 03   | Mark Webber        | Red Bull-Renault     | 61     | 3      | + 29,279    | 02    | 1:50,088 (54.)   |
| 04   | Fernando Alonso    | Ferrari              | 61     | 3      | + 55,449    | 05    | 1:50,891 (58.)   |
| 05   | Lewis Hamilton     | McLaren-Mercedes     | 61     | 5      | + 1:07,766  | 04    | 1:50,832 (54.)   |
| 06   | Paul di Resta      | Force India-Mercedes | 61     | 2      | + 1:51,067  | 10    | 1:54,239 (41.)   |
| 07   | Nico Rosberg       | Mercedes             | 60     | 3      | + 1 Runde   | 07    | 1:54,383 (42.)   |
| 08   | Adrian Sutil       | Force India-Mercedes | 60     | 2      | + 1 Runde   | 09    | 1:54,564 (45.)   |
| 09   | Felipe Massa       | Ferrari              | 60     | 4      | + 1 Runde   | 06    | 1:52,550 (26.)   |
| 10   | Sergio Pérez       | Sauber-Ferrari       | 60     | 2      | + 1 Runde   | 11    | 1:54,615 (42.)   |
| 11   | Pastor Maldonado   | Williams-Cosworth    | 60     | 3      | + 1 Runde   | 13    | 1:53,198 (50.)   |
| 12   | Sébastien Buemi    | Toro Rosso-Ferrari   | 60     | 3      | + 1 Runde   | 14    | 1:52,197 (51.)   |
| 13   | Rubens Barrichello | Williams-Cosworth    | 60     | 2      | + 1 Runde   | 12    | 1:55,235 (40.)   |
| 14   | Kamui Kobayashi    | Sauber-Ferrari       | 59     | 4      | + 2 Runden  | 17    | 1:51,329 (56.)   |
| 15   | Bruno Senna        | Renault              | 59     | 4      | + 2 Runden  | 15    | 1:53,774 (55.)   |
| 16   | Heikki Kovalainen  | Lotus-Renault        | 59     | 3      | + 2 Runden  | 19    | 1:54,063 (56.)   |
| 17   | Witali Petrow      | Renault              | 59     | 3      | + 2 Runden  | 18    | 1:54,204 (56.)   |
| 18   | Jérôme D’Ambrosio  | Virgin-Cosworth      | 59     | 2      | + 2 Runden  | 22    | 1:58,730 (22.)   |
| 19   | Daniel Ricciardo   | HRT-Cosworth         | 57     | 3      | + 4 Runden  | 23    | 1:59,064 (40.)   |
| 20   | Vitantonio Liuzzi  | HRT-Cosworth         | 57     | 4      | + 4 Runden  | 24    | 1:58,283 (41.)   |
| 21   | Jaime Alguersuari  | Toro Rosso-Ferrari   | 56     | 3      | DNF         | 16    | 1:53,676 (37.)   |
| –    | Jarno Trulli       | Lotus-Renault        | 47     | 3      | DNF         | 20    | 1:57,126 (25.)   |
| –    | Michael Schumacher | Mercedes             | 28     | 2      | DNF         | 08    | 1:53,096 (26.)   |
| –    | Timo Glock         | Virgin-Cosworth      | 9      | 0      | DNF         | 21    | 2:00,412 (06.)   |

Anmerkungen
1. 1 2 3 4 5 6 7 8 9 10 11 12 13 14 15 16 17 18  Rennwagen mit KERS

## WM-Stände nach dem Rennen
Die ersten zehn des Rennens bekamen 25, 18, 15, 12, 10, 8, 6, 4, 2 bzw. 1 Punkt(e).

### Fahrerwertung
| Pos. | Fahrer             | Konstrukteur         | Punkte |
| ---- | ------------------ | -------------------- | ------ |
| 01   | Sebastian Vettel   | Red Bull-Renault     | 309    |
| 02   | Jenson Button      | McLaren-Mercedes     | 185    |
| 03   | Fernando Alonso    | Ferrari              | 184    |
| 04   | Mark Webber        | Red Bull-Renault     | 182    |
| 05   | Lewis Hamilton     | McLaren-Mercedes     | 168    |
| 06   | Felipe Massa       | Ferrari              | 84     |
| 07   | Nico Rosberg       | Mercedes             | 62     |
| 08   | Michael Schumacher | Mercedes             | 52     |
| 09   | Witali Petrow      | Renault              | 34     |
| 10   | Nick Heidfeld      | Renault              | 34     |
| 11   | Adrian Sutil       | Force India-Mercedes | 28     |
| 12   | Kamui Kobayashi    | Sauber-Ferrari       | 27     |
| 13   | Paul di Resta      | Force India-Mercedes | 20     |
| 14   | Jaime Alguersuari  | Toro Rosso-Ferrari   | 16     |

| Pos. | Fahrer             | Konstrukteur       | Punkte |
| ---- | ------------------ | ------------------ | ------ |
| 15   | Sébastien Buemi    | Toro Rosso-Ferrari | 13     |
| 16   | Sergio Pérez       | Sauber-Ferrari     | 9      |
| 17   | Rubens Barrichello | Williams-Cosworth  | 4      |
| 18   | Bruno Senna        | Renault            | 2      |
| 19   | Pastor Maldonado   | Williams-Cosworth  | 1      |
| 20   | Pedro de la Rosa   | Sauber-Ferrari     | 0      |
| 21   | Jarno Trulli       | Lotus-Renault      | 0      |
| 22   | Heikki Kovalainen  | Lotus-Renault      | 0      |
| 23   | Vitantonio Liuzzi  | HRT-Cosworth       | 0      |
| 24   | Jérôme D’Ambrosio  | Virgin-Cosworth    | 0      |
| 25   | Timo Glock         | Virgin-Cosworth    | 0      |
| 26   | Narain Karthikeyan | HRT-Cosworth       | 0      |
| 27   | Daniel Ricciardo   | HRT-Cosworth       | 0      |
| 28   | Karun Chandhok     | Lotus-Renault      | 0      |

### Konstrukteurswertung
| Pos. | Konstrukteur         | Punkte |
| ---- | -------------------- | ------ |
| 01   | Red Bull-Renault     | 491    |
| 02   | McLaren-Mercedes     | 353    |
| 03   | Ferrari              | 268    |
| 04   | Mercedes             | 114    |
| 05   | Renault              | 70     |
| 06   | Force India-Mercedes | 48     |

| Pos. | Konstrukteur       | Punkte |
| ---- | ------------------ | ------ |
| 07   | Sauber-Ferrari     | 36     |
| 08   | Toro Rosso-Ferrari | 29     |
| 09   | Williams-Cosworth  | 5      |
| 10   | Lotus-Renault      | 0      |
| 11   | HRT-Cosworth       | 0      |
| 12   | Virgin-Cosworth    | 0      |